# Magnistipula tessmannii
Magnistipula tessmannii är en tvåhjärtbladig växtart som först beskrevs av Adolf Engler, och fick sitt nu gällande namn av Ghillean `Iain' Tolmie Prance. Magnistipula tessmannii ingår i släktet Magnistipula och familjen Chrysobalanaceae. Inga underarter finns listade i Catalogue of Life.